# チョン・ハンギル
チョン・ハンギル（朝鮮語: 전한길、英語: Jeon Han-gil、1970年8月21日 - ）は、大韓民国の韓国史講師。メガスタディ教育講師、韓国教育放送公社 (EBS) 教育放送講師、ウィルビス考試学院講師、コンダンギ (공단기) など様々な教育機関で講義をした。現在はメガ公務員（메가공무원）で韓国史を教えている。
チョン・ハンギルのネイバー・カフェ会員数は35万人を超えており、オンライン受講生の数と公務員試験対策の韓国史教材の販売量において圧倒的な記録をもっている。

## チョン・ハンギルの乱
2018年3月24日にソウル市地方公務員7級公開競争採用試験がおこなわれた際、その韓国史領域についての解説講座の映像におけるチョン・ハンギルの発言が話題になった。チョン・ハンギル講師が問題を指摘した設問は7問目で、この問いで提示された歴史書は次の通りであった。
- ㄱ。閔漬（朝鮮語版）の『本朝編年綱目』
- ㄴ。李斉賢の『史略』
- ㄷ。元傅（朝鮮語版）、許珙の『古今録』
- ㄹ。李承休（朝鮮語版）の『帝王韻紀』

この４つの歴史書を時代順に、すなわち編纂された順に並べた答えを選ぶ問題であった。『本朝編年綱目』は1317年、『史略』は1357年、『古今録』は1284年、『帝王韻紀』は1287年に編纂された。時系列に並べると、「ㄷ-ㄹ-ㄱ-ㄴ」となる。選択肢の3が「ㄷ-ㄹ-ㄱ-ㄴ」に配列されており、正答は3である。
この出題の問題点は次のとおりである。
『帝王韻紀』以外の残りの3つの歴史書は現存していない。
『古今録』と『帝王韻紀』の出版年度はそれぞれ1284年、1287年であり、両者の出版年は3年しか違わない。
提示された4つの歴史書の編纂年を正確に記憶していなければならない。
つまり、現存しない歴史書3点を含む4点の歴史書の編纂年を、一の位まで正確に記憶していなければ、この問題は解決できないのである。チョン・ハンギル講師が問題だと指摘した理由はこのためであった。上述のように、この問題は公務員選抜試験のものだった。このような問題点に伝えたチョン・ハンギル講師は、解説講義の途中で「大学専攻者に出す問題ではないのか」、「これでは勉強をしても間に合わない」などと、この問題を強い口調と悪言で批判した。
このようなチョン・ハンギルの姿に、大多数の人々は彼に褒め言葉と応援の声を上げ、一部のマスコミでもこの事実が報じられた。これを受けて、人事革新処の関係者は、出題検討委員を増やして枝葉末節的な問題を減らすとした。このため、一部ではこの事件を「チョン・ハンギルの乱」または「チョン・ハンギルの革命」と呼んでいる。

## コンダンギからメガスタディへの移籍
2020年7月20日、チョン・ハンギルは自身のネイバーカフェにおいて、コンダンギを去ってメガスタディに移ることを公表した。この当時もチョン・ハンギルは韓国史の一流講師の座を守っており、開講前日に移籍を発表したことで、ネイバーのリアルタイム検索語の1位に上がって注目を集めた。
このチョン・ハンギルの移籍に際し、コンダンギ側は、チョン・ハンギルが移籍を知らせた当日から、ムン・ドンギュン（문동균）講師の講義と教材を無料で提供するという広告と、チョン・ハンギルとムン・ドンギュンの講義を比較してチョン・ハンギルを貶めるポップアップを上げた。これに対し、チョン・ハンギル側は翌7月21日にネイバーカフェに2回目のお知らせを載せて、残念だと反応した。

## 「花よりチョン・ハンギル」
「꽃보다전한길（花よりチョン・ハンギル）」は、チョン・ハンギルの関連YouTubeチャンネルで、チョン・ハンギルが直接運営するものとされている。しかし、実際にはチョン・ハンギルのファンが運営するファン・チャンネルである。2022年にチャンネル登録者数が10万人を達成し、シルバークリエイターアワード（シルバーボタン）が郵便小包でチョン・ハンギルに送られた。

## 議論

### 不正選挙に関する発言をめぐる論議
2025年1月19日、チョン・ハンギルは自身のファン・チャンネルである「花よりチョン・ハンギル」で、2024年大韓民国非常戒厳令をめぐる事態の元凶が、中央選挙管理委員会における不正選挙にあるという主張をして、論議になった。
問題の動画でチョン・ハンギルは、選挙管理委員会について「国家機関であり公務員なのに、監査院の監査にも反発し、北朝鮮のサイバーテロやハッキング疑惑を調査しようとする国家情報院の調査さえも拒否している」、「手作業での開票ではなく、電子開票方式に固執している」などと発言していた。共に民主党は、この動画について「フェイクニュースだ」として、YouTubeを所有するGoogleに通報したと発表した。